# Gooik
Gooik ist eine belgische Teilgemeinde der Gemeinde Pajottegem in der Provinz Flämisch-Brabant. Die bis 2024 bestehende Gemeinde Gooik umfasste die Orte Gooik, Kester, Leerbeek und Oetingen.

## Geschichte
Die Gemeinde Pajottegem entstand zum 1. Januar 2025 durch die freiwillige Fusion der Gemeinden Galmaarden, Gooik und Herne. Gooik, Kester, Leerbeek und Oetingen bilden seither eigene Teilgemeinden von Pajottegem.

## Wappen
Beschreibung: Im silbernen Schild  drei schwarze  rechtsgelegte  (2,1) gestellte  Fäustel.

## Partnerschaft
Seit 1979 bestand eine Partnerschaft mit der Gemeinde Altenberge in Nordrhein-Westfalen.

## Sport
In der Gemeinde finden die Radrennen GP Oetingen und Gooikse Pijl statt.

## Söhne und Töchter der Gemeinde
- Jean-François Heymans (1859–1932), Pharmakologe und Rektor (Universität Gent)
- Barthold Kuijken (* 1949), Flötist und Dirigent
- Mia De Vits (* 1950), Politikerin, MdEP (bis 2009)

## Weblinks

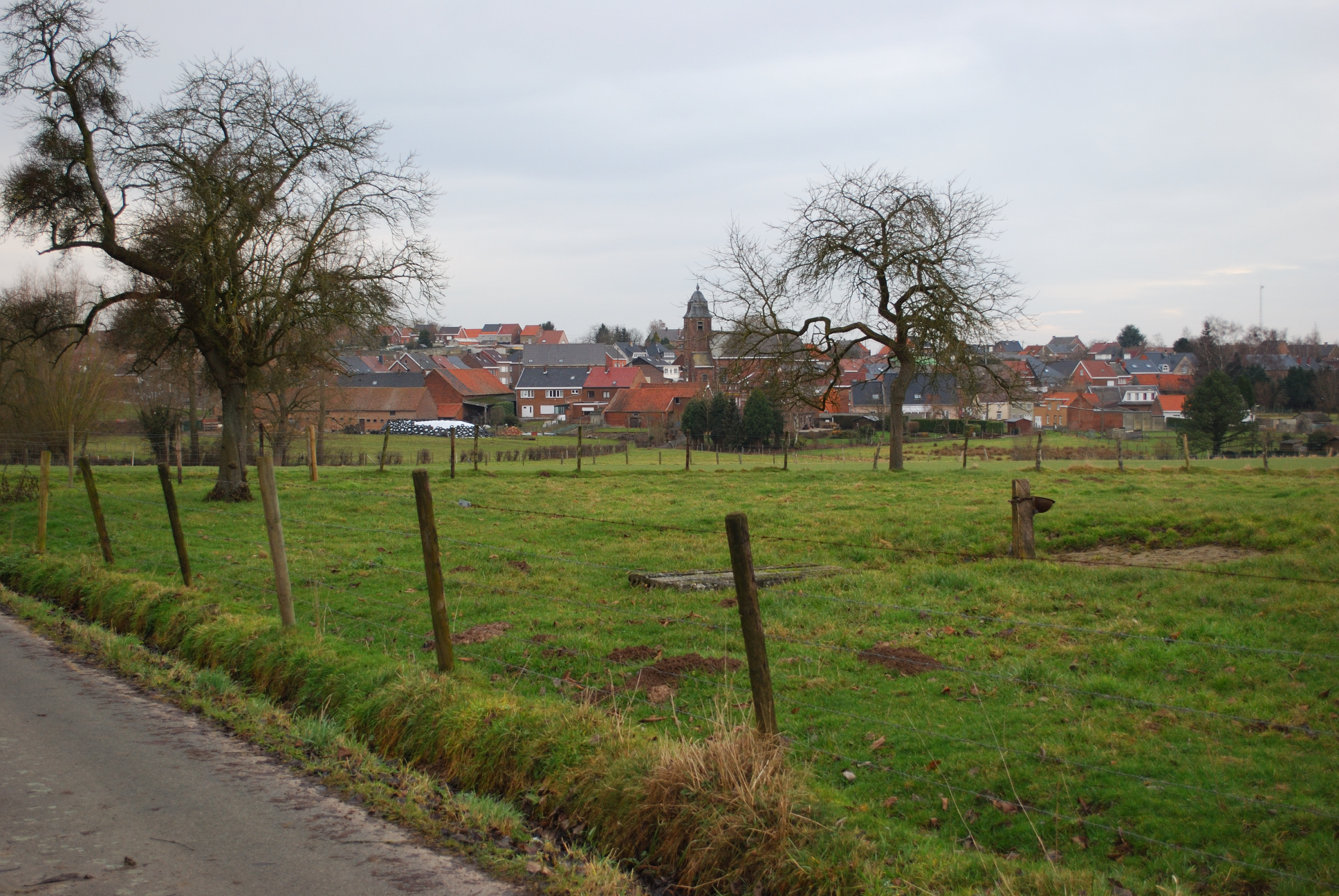
Blick auf die Teilgemeinde Leerbeek